# Улица Льва Толстого (Санкт-Петербург)
У́лица Льва Толсто́го — улица в Петроградском районе Санкт-Петербурга. Проходит от площади Льва Толстого до Большой Монетной улицы. Далее продолжается улицей Котовского.

## История
Улица была проложена в 1710-х годах вдоль границы участка Романа Вилимовича Брюса (брата Якова Брюса), перешедшего вскоре к архиерею Феофану Прокоповичу (участок домов 6—8). По подворью Феофана Прокоповича улица называлась Архиерейской (название зафиксировано с 1798 года). В октябре 1918 года была переименована в честь писателя Льва Толстого.

## Пересечения
- площадь Льва Толстого
- Петропавловская улица
- улица Рентгена
- Большая Монетная улица

## Примечательные здания

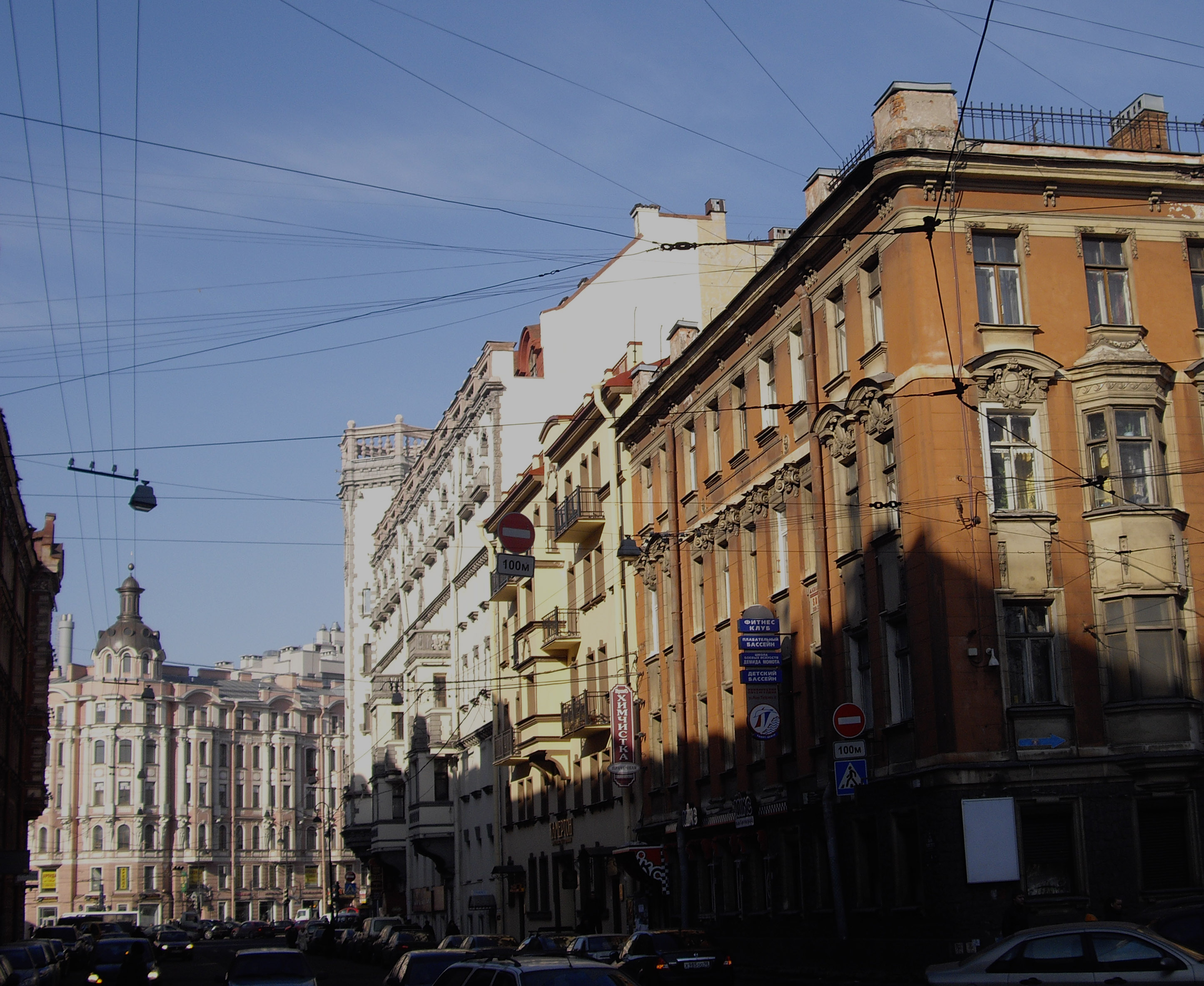
Вид вдоль улицы Льва Толстого от Петропавловской ул. на пл. Льва Толстого. Справа — дом 2 на углу с Петропавловской улицей

- Дом 1—3, литеры А, Б (Каменноостровский пр., 31—33) — доходный дом В. М. Корзинина (1903—1904, архитектор П. М. Мульханов).   781610564220005
- Дом 2 (Петропавловская ул., 2) — дом благотворительного общества при Петропавловской больнице (1909, архитектор И. И. Яковлев[1]).
- Дом 5 — жилой дом (1889, 1893, 1903, архитектор В. Р. Курзанов[2]).
- Дома 4—6 — комплекс зданий Первого Санкт-Петербургского медицинского университета им. академика И. П. Павлова. Начало развитию этого медицинского комплекса было положено в 1835 году, когда здесь на территории бывшего подворья Феофана Прокоповича была построена Петропавловская больница. «Суворовский» (названный в честь генерал-губернатора А. А. Суворова) хирургический корпус этой больницы был построен 1866—1868 годах (архитектор И. А. Варнек). С 1897 года больница стала научной клинической базой только что основанного Женского медицинского института, для которого на изгибе улицы возвели два корпуса и, играющих важную роль в формировании её облика: правый (дом 8, корпус 1), с курдонёром (1897, архитектор А. Н. Векшинский[3]) и левый (дом 6) (1896—1897, архитектор Е. С. Воротилов). В глубине участка построили несколько зданий: гинекологическая и акушерская клиника (1901—1902, архитектор Л. Н. Бенуа); клиника внутренних болезней (1914—1915, архитектор К. В. Маковский[4]); хирургическая клиника и лаборатория (1899—1900, архитектор Е. С. Воротилов); столовая (1910-е, архитектор Г. Д. Гримм). В 1925 году территория института (д. 4—6) реконструирована по проекту архитектора А. И. Гегелло. В начале 1930-х годов бывшая Петропавловская больница, носящая имя Ф. Ф. Эрисмана, была превращена в клиническую базу института, именовавшегося 1-м и получившего в 1936 году имя И. П. Павлова Перед домом 4—6 в 1987 году установлен памятник студентам и преподавателям 1-го медицинского института, погибшим в годы Великой Отечественной войны (скульптор А. К. Кутиков, архитектор Л. Г. Бадалян).
- Дом 7 — доходный дом в стиле модерн (1913, архитектор Я. Г. Гевирц). В этом доме размещался НИИ токов высокой частоты, где помимо основных задач разрабатывался проект первой советской атомной подводной лодки.
- Дом 8 — спортивный центр «Петроградец» (1968, архитекторы В. Я. Эксе, Л. М. Хидекель и Афанасьев)[5][6].
- Дом 9 — здание театра театр «Лицедеи» и бизнес-центр «Толстой-сквер», 2006[7].
- Дом 13 — здание Мариинского приюта для офицерских детей (1880—1881, архитектор А. В. Малов[8]). Приют основан в 1878 году Комитетом под председательством великого князя Сергея Александровича как временный приют для вдов и сирот офицеров, погибших на русско-турецкой войне. В 1880—1881 году по проекту А. В. Малова на участке, подаренном экипажным фабрикантом К. К. Неллисом, для приюта был выстроен новый дом. На средства И. В. Максимова была устроена домовая церковь во имя преподобного Сергия Радонежского. В 1900-е годы приют входил в систему Российского общества Красного Креста. Приют и храм закрыли в 1918—1919 годах. Ныне в здании располагается медицинское училище.
- Дом 17 — Клиника нефрологии и урологии ПСПбГМУ им. И. П. Павлова (архитектор Р. Г. Тетельбаум при участии Н. Вейсберна, проект 1970 года, реализован в 1977—1989 годах). Перед фасадом на углу улиц Рентгена и Льва Толстого расположен сквер Фёдора Углова[9], украшенный металлической скульптурой в виде чаши, обвитой змеёй, — символа медицины[10].
- Дом 29 — здание бывшей школы (1930-е, архитектор Д. П. Бурышкин, Г. В. Аскинази, В. В. Попов).
- Дом 33 / Большая Монетная ул., 30 — дом специалистов (1934—1937; архитекторы В. О. Мунц, О. В. Суслова). Изначально дом предназначался для командного состава ВМФ и работников ЭПРОНа и отличался повышенной комфортностью.